# Абстрактный экспрессионизм
Абстрактный экспрессионизм (англ. abstract expressionism) — школа (движение) художников, которые пишут быстро и на больших полотнах, с использованием негеометрических штрихов, больших кистей, иногда капая красками на холст, для полнейшего выявления эмоций. Экспрессивный метод здесь имеет такое же значение, как само рисование. Целью художника при таком творческом методе является спонтанное выражение внутреннего мира (подсознания) в хаотических формах, не организованных логическим мышлением.

## Общая характеристика
Начальная фаза движения — абстрактный сюрреализм (abstract surrealism) появилась в 1940-е годы под влиянием идей Андре Бретона; его основными приверженцами были американские художники Ханс Хофман, Аршиль Горки, Адольф Готлиб и другие. Особый размах движение получило в 1950-е годы, когда во главе его встали Джексон Поллок, Марк Ротко и Виллем де Кунинг. Абстрактным экспрессионистом называла себя и минималистка Агнес Мартин.
Одной из форм абстрактного экспрессионизма является ташизм; оба этих течения практически совпадают по идеологии и творческому методу, однако персональный состав художников, называвших себя ташистами или абстрактными экспрессионистами совпадает не полностью. Среди российских художников крупнейшим представителем абстрактного экспрессионизма считается Евгений Михнов-Войтенко, работавший в 1950—1980-х годах.

## История возникновения термина
Выражение «абстрактный экспрессионизм» впервые возникло на немецком языке в 1919 году на страницах журнала «Der Sturm» (выходил в Берлине с 1910 по 1932 год). В 1929 году Альфред Барр впервые использовал этот термин по отношению к картинам Василия Кандинского, который около 1911 года отбросил всякие попытки отображать мир объектов. 30 марта 1946 года в «New Yorker» Роберт Коатс, автор статьи о выставке в галерее Мортимера Брандта, написал о художнике Хансе Хофмане: «Ибо он, несомненно, — один из самых бескомпромиссных представителей того, что некоторые люди называют каляко-маляковой школой живописи, а я более почтительно окрестил абстрактным экспрессионизмом».

## Описание
Течение заимствовало от сюрреализма спонтанное, автоматическое или подсознательное творчество. Капельная живопись (дриппинг) Джексона Поллока берёт своё начало в работах Андре Массона, Макса Эрнста и Дэвида Альфаро Сикейроса. В современных исследованиях сюрреалист Вольфганг Паален выводится в качестве теоретика, пришедшего к понятию зависимого от зрителя пространства возможностей, которое выразил в своих картинах и описал в журнале DYN. Паален изучал идеи квантовой механики, а также идиосинкратические интерпретации тотемического видения и пространственной структуры живописи индейцев Британской Колумбии и подготовил почву для нового пространственного видения молодых американских абстракционистов. Эссе Паалена Totem Art (1943) оказало значительное влияние на таких художников, как Марта Грэм, Исаму Ногути, Джексон Поллок, Марк Ротко и Барнетт Ньюман. Около 1944 года Барнетт Ньюман попытался объяснить новейшее американское художественное направление и составил список «людей нового движения». Паален в списке упомянут дважды, кроме него указаны Готлиб, Ротко, Поллок, Хофманн, Базиотес, Горки и другие. Мазеруэлл помечен знаком вопроса. Среди ранних проявлений абстрактного экспрессионизма — работы американского художника Марка Тоби, особенно холсты с «белым письмом», которые, уступая в масштабе, предвосхищают капельные картины Поллока.
Название направления происходит от сочетания эмоциональной напряжённости и самоотречения немецких экспрессионистов с антифигуративной эстетикой европейских абстрактных школ, таких как футуризм, баухауз и синтетический кубизм. Эта живопись представляется мятежной, анархической, сопряжённой с сильной идиосинкразией и в некоторой степени нигилистической. На практике термин применяется к любому художнику, работавшему в основном в Нью-Йорке, при этом их стили могут заметно отличаться, а произведения не выглядеть ни абстрактными, ни экспрессионистскими. Калифорнийский абстрактный экспрессионист Джей Мейзер, в целом придерживавшийся необъектного стиля, писал о своей картине Mare Nostrum: «Гораздо лучше запечатлеть восхитительный дух моря, чем нарисовать все его крошечные волны». Энергичная живопись действия Поллока технически и эстетически совершенно не похожи ни на жестокий и гротескный фигуративизм серии Women Виллема де Кунинга, ни на прямоугольники цвета живописи цветового поля Марка Ротко (которые обычно не называют экспрессионистскими, а сам Ротко не причислял к абстрактным) — однако эти художники причисляются критиками к абстрактных экспрессионистам.
Абстрактный экспрессионизм имеет много стилистических совпадений с представителями русского авангарда, такими как Василий Кандинский. Несмотря на то, что многие работы абстрактных экспрессионистов создают впечатление спонтанности, большинство картин созданы при тщательным планировании, в первую очередь из-за их большого размера. Работы таких художников, как Пауль Клее, Василий Кандинский, Эмма Кунц, а позднее — Марк Ротко, Барнетт Ньюман и Агнес Мартин, явно показывают, что абстрактное искусство подразумевает выражение идей, касающихся сознания, бессознательного и духовного.
Причины распространения абстрактного экспрессионизма в 1950-х годах, когда он стал доминировать в американской, а затем мировой художественной среде, — вопрос спорный. Американский социальный реализм был основным направлением в 1930-е годы. На него влияли не только Великая депрессия, но и мексиканские муралисты, такие как Давид Альфаро Сикейрос и Диего Ривера. Политический климат после Второй мировой войны не допускал социального протеста этих художников. Абстрактный экспрессионизм возник во время Второй мировой войны и стал предметом выставок в галереях Нью-Йорка в начале 1940-х. Маккартизм ввёл художественную цензуру, а полностью абстрактный предмет рассматривался как аполитичный и безопасный для показа. Даже если произведение несло политический подтекст, он был понятен лишь немногим посвящённым.
Направление как правило ассоциируют с живописью, но его неотъемлемой частью также были коллажистка Энн Райан и некоторые скульпторы: представителями направления считаются Дэвид Смит и его жена Дороти Динер, Герберт Фербер, Исаму Ногути, Ибрам Лассо, Теодор Росзак, Филипп Павия, Мэри Каллери, Ричард Станкевич, Луиза Буржуа и Луиза Невельсон. Также к направлению относят художников Дэвида Хэйра, Джона Чемберлена, Джеймса Розати, Марка ди Суверо и скульпторов Ричарда Липпольда, Рауля Гаагу, Джорджа Рики, Рувима Накиана, Тони Смита, Сеймура Липтона и Джозефа Корнелла. Многие из перечисленных скульпторов участвовали в выставке Ninth Street Show, организованной Лео Кастелли на Девятой Восточной улице в Нью-Йорке в 1951 году. Помимо художников и скульпторов Нью-Йоркская школа включала представителей других искусств, в том числе поэта Фрэнка О’Хару, фотографов Аарона Сискинда и Фреда Макдарру (последний выпустил книгу The Artist’s World in Pictures, посвящённую Нью-Йоркской школе в 1950-е годы) и режиссёра Роберта Франка.
Абстрактный экспрессионизм быстро распространился по всей территории Соединённых Штатов, однако основными центрами этого направления оставались Нью-Йорк и область залива Сан-Франциско в Калифорнии.

## Художники
| - Эд Рейнхардт - Евгений Михнов-Войтенко - Адольф Готлиб - Альберт Котин - Anne Ryan - Аршиль Горки - Барнетт Ньюман - Белютин Элий - Брэдли Уолкер Томлин - Charles Alston - Cleve Gray - Клиффорд Стилл - Конрад Марка-Релли - Сай Твомбли - David Hare - Дэвид Смит - Элен Гамильтон - Элен де Кунинг - Emerson Woelffer - Энрико Донати - Ernest Briggs - Esteban Vicente - Франц Клайн | - Friedel Dzubas - Fuller Potter - George Rickey - Grace Hartigan - Hale Woodruff - Hans Burkhardt - Ханс Хофман - Hedda Sterne - Элен Франкенталер - Herbert Ferber - Harold Shapinsky - Ibram Lassaw - Игорь Вулох - Исаму Ногути - Jack Bush - Джек Творков - Джексон Поллок - Джеймс Брукс - Jane Frank - Джимми Эрнст - Джоан Митчелл | - Джон Чемберлен - Jon Schueler - Kenzo Okada - Ли Краснер - Louis Schanker - Louise Nevelson - Manouchehr Yektai - Марк Ротко - Марк Тоби - Марк Ди Суверо - Mercedes Matter - Michael Goldberg - Milton Resnick - Morris Graves - Морис Луис - Nicholas Marsicano - Nicolas Carone - Norman Bluhm - Norman Lewis - Пол Дженкинс - Филипп Густон | - Ray Parker - Ричард Дибенкорн - Richard Lippold - Ричард Пусет-Дарт - Роберт Де Ниро (старший) - Роберт Мотеруэлл - Сэм Фрэнсис - Seymour Lipton - Taro Yamamoto - Theodore Roszak - Теодорос Стамос - Виллем де Кунинг - Уильям Базиотис - William Ronald - Жан-Поль Риопель - Роберт Московиц - Чёрный, Иван Иванович - Солдатенков Сергей Михайлович - Фищенко Наталья Ивановна - Amaranth Ehrenhalt |